# ایمی کلی
ایمی کلی (انگلیسی: Aimee Kelly؛ زادهٔ ۸ ژوئیهٔ ۱۹۹۳) هنرپیشه اهل بریتانیا است.
از جمله نقش‌آفرینی‌های او می‌توان به فیلم دوک و مجموعه تلویزیونی خون گرگ اشاره کرد.